# Aleš Hrdlička
 (mars 2012).
Si vous disposez d'ouvrages ou d'articles de référence ou si vous connaissez des sites web de qualité traitant du thème abordé ici, merci de compléter l'article en donnant les références utiles à sa vérifiabilité et en les liant à la section « Notes et références ».
Aleš Hrdlička (29 mars 1869 à Humpolec en Bohême – 5 septembre 1943 à Washington aux États-Unis) est un anthropologue tchèque ayant émigré avec sa famille aux États-Unis en 1881.
Il est connu pour avoir formulé la théorie qui soutient que toutes les races humaines ont une origine commune, tout comme la théorie du monogénisme asiatique qui soutient alors que l’homme venant d’Asie est arrivé en Amérique en passant par le détroit de Béring.

## Œuvre

### Théorie asiatique
Ales Hrdlicka est l’auteur de la théorie asiatique où il soutient que l’être humain était arrivé en Amérique par l’Alaska, venant de la Sibérie (Asie), traversant le détroit de Béring. La théorie est développée dans La pregunta sobre el hombre antiguo en América (La question de l’ancien homme en Amérique) publiée en 1937.
Il se base sur le fait que les traits des aborigènes américains seraient similaires à ceux de l’homme asiatique. Hrdlicka a comparé les caractéristiques morphologiques des indigènes nord-américains, surtout sur les Alutiiq, et les Mongols modernes et il en a conclu que ces derniers descendaient bien de la même origine et de ce fait ils devaient être arrivés en Amérique, traversant le détroit de Béring, dans un passé proche. Dans ses recherches, il a déterré sans permission des milliers de cadavres à Larsen Bay, un petit village alutiiq, qui a engendré une grande protestation de la communauté. En 1991, l’Institut Smithsonien a rendu à la communauté alutiiq les cadavres illégalement exhumés.
Certaines publications attribuent à tort à Hrdlicka d’avoir postulé la théorie la plus moderne, comme quoi l’homme aurait traversé à pied une zone appelée Isthme de Béring formée à la suite de la baisse du niveau des eaux du détroit de Béring pendant la dernière période glaciaire.
Bien que Hrdlicka ne se soit jamais prononcé de façon très claire sur la date de l’arrivée de l’homme sur le continent américain, il a systématiquement nié les preuves qui proposaient l’existence des paléo-indiens et il soutenait qu’à la différence de l’Europe, il n’existait aucune trace en Amérique qui permettrait de pouvoir parler d’une présence humaine au Pléistocène (1,8 million d’années BP – 10000 av. J.-C.), au moment de la dernière glaciation. Ainsi, il consentait à la croyance de l’institut Smithsonien, représentée par William Henry Holmes, qui considérait que les indigènes avaient émigré en Amérique dans un passé proche, estimé de façon non précise à quelques siècles. Hrdlicka a passé une grande partie de sa vie à discréditer le sérieux scientifique des recherches qui soutenaient une ancienne présence de l’être humain en Amérique.
Hrdlicka connaissait également les découvertes à Folsom et Clovis qui révolutionneraient les connaissances sur la Préhistoire d’Amérique et qui prouveraient la présence humaine sur le nouveau continent depuis au moins l’année 11 500 av. J.-C. Cependant, il s’est montré sceptique sur la signification historique et il a évité de s’exprimer de façon précise concernant ce sujet.

#### Preuves

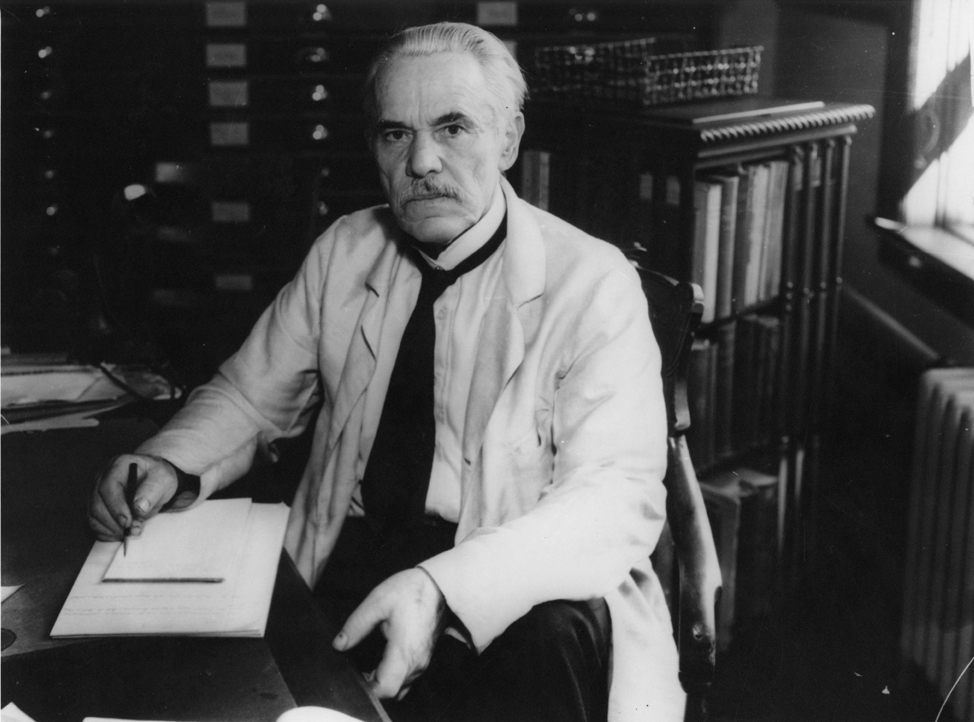
Aleš Hrdlička (1930).

- Proximité entre Amérique et Asie (91 km),
- Il existe une ressemblance physique comme la pigmentation de la peau et des yeux, l’épaisseur et la forme des cheveux ; les pommettes saillantes, les dents en forme de pelle, la faible pilosité, le pli ou la tache mongoloïde,
- En plus de l'existence de langues polysynthétiques et agglutinantes sur les deux continents.[incompréhensible]

Il réfute Florentino Ameghino qui pensait que l’Amérique était le berceau de l’humanité et envisage un déplacement de groupes paléo-mongoloïdes depuis le nord-est asiatique (Mongolie et Sibérie). Il déclare que ces groupes ont traversé le détroit de Béring qui est le point le plus proche entre les deux continents. À la fin de la période du Pléistocène une descente du niveau des eaux de près de cent mètres s’est faite sentir, laissant ainsi une superficie de 1 800 kilomètres de large sans eau entre les deux continents. De cette manière, les immigrants ont probablement pu traverser à pied.
Hrdlicka a soutenu sa théorie avec des preuves anthropologiques soit, la ressemblance physique entre les Asiatiques et les Indigènes américains : les cheveux raides et noirs, les yeux bridés, la peau cuivrée, une faible pilosité, etc.
D’autre part, nous savons que l’arrivée de ces hommes paléolithiques s’est produite il y a environ 40 000 ans ; cependant, Ales Hrdlicka, avec les limites de son temps, signalait que ces migrations s’étaient produites il y a seulement 12 000 ans.

#### Critiques
- Il y a eu plusieurs migrations,
- Les groupes sanguins ne coïncident pas,
- Toutes les langues ne sont pas polysynthétiques et agglutinantes,
- L’homme d’Amérique est plus ancien (50 000 ans),
- Les Asiatiques sont arrivés par les iles Aléoutiennes (courant de Kuroshio).

### Origine unique de l’être humain
Dans La fase Neanderthal del Hombre (Phase Neandertal de l’Homme) publié en 1927, Hrdlicka a fait connaitre sa théorie la plus importante dans laquelle il soutient que toutes les races humaines ont une origine commune et que l’homme américain prend son origine en Mongolie, en raison de cette ressemblance physique et culturelle. Ce peuple ne s’est pas fait en une seule fois mais en plusieurs vagues de migration.

## Rôle dans l’institut Smithsonien
Ales Hrdlicka a été, en 1903, le premier curateur en anthropologie physique  du musée national des États-Unis, aujourd’hui musée national de l’Histoire Naturelle de l’Institut Smithsonien. Il a fondé le American Journal of Physical Anthropology et il a été membre d’un groupe d’anthropologues nord-américains qui cherchait à affaiblir l’anthropologie et l’archéologie amateur et de la constituer sur des bases strictement scientifiques.

## Publications
- La Fase Neanderthal del Hombre (Phase de l’Homme Neandertal), 1927
- Los restos óseos del hombre temprano (Les restes d’ossement de l’homme précoce), 1930
- La cuestión de hombre antiguo en América (La question de l’homme ancien en Amérique), 1937